# Anschlag auf den Mannschaftsbus von Borussia Dortmund

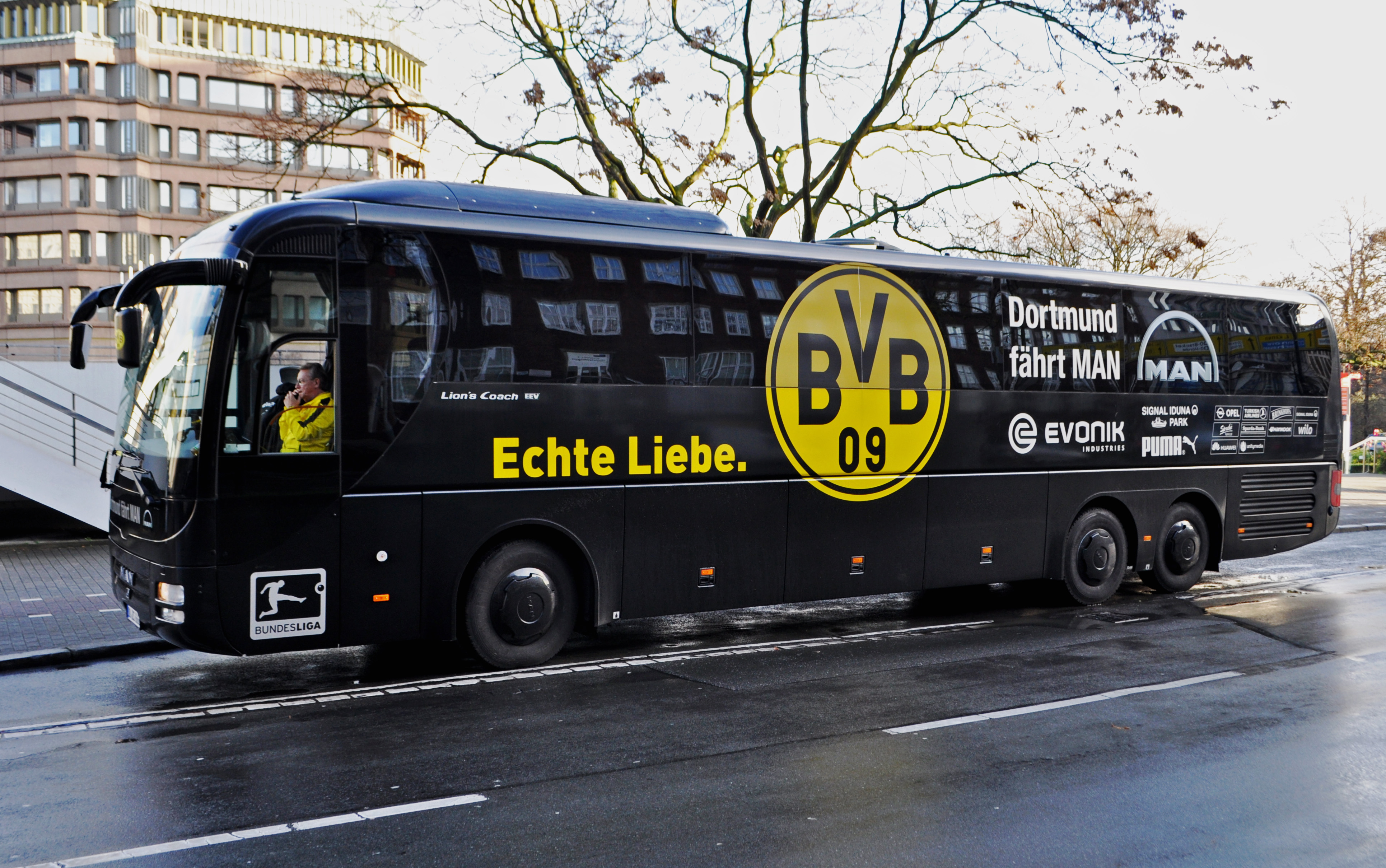
Mannschaftsbus von Borussia Dortmund (2015)

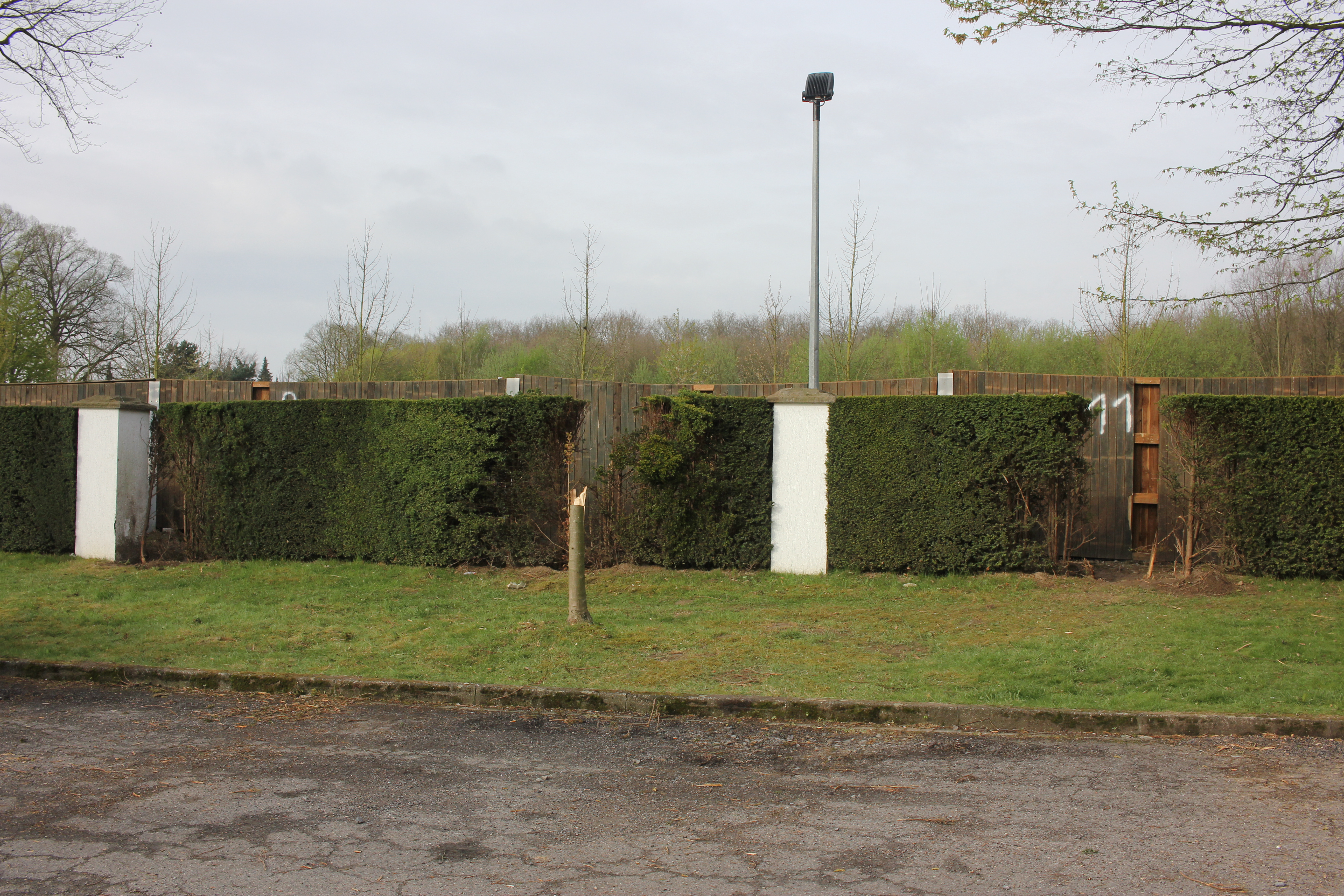
Die durch die Sprengsätze beschädigte Hecke

Bei dem Anschlag auf den Mannschaftsbus von Borussia Dortmund im Dortmunder Stadtteil Höchsten wurden am Abend des 11. April 2017 drei Sprengsätze gezündet, als sich die Fußballmannschaft des BVB mit dem Bus auf dem Weg zum Westfalenstadion befand. Dort sollte um 20:45 Uhr das Viertelfinal-Hinspiel der UEFA Champions League gegen die AS Monaco angepfiffen werden. Durch die Explosion wurden ein Polizist und der Spieler Marc Bartra verletzt. In der Nähe des Tatortes wurden drei textgleiche Bekennerschreiben gefunden. Am 21. April 2017 wurde ein dringend Tatverdächtiger festgenommen, dem als Motiv Habgier vorgeworfen wird. Der Täter wurde am 27. November 2018 wegen 28-fachen Mordversuchs zu 14 Jahren Haft verurteilt.

## Hergang
Am Abend des 11. April 2017 fuhr die Fußballmannschaft von Borussia Dortmund vom Mannschaftshotel L’Arrivée im Dortmunder Stadtteil Höchsten zum Westfalenstadion, in dem um 20:45 Uhr das Hinspiel des UEFA-Champions-League-Viertelfinals gegen die AS Monaco stattfinden sollte. Während der Fahrt explodierten an der Wittbräucker Straße 563 gegen 19:15 Uhr drei mit Metallstiften bestückte Sprengsätze, die in einer Hecke versteckt worden waren. Einer dieser Metallstifte bohrte sich in die Kopfstütze eines Bussitzes, weitere in eine Hauswand auf der anderen Straßenseite. Die Sprengsätze erzielten eine Sprengwirkung von über 100 Metern. Dabei erlitt der Abwehrspieler Marc Bartra einen Speichenbruch sowie Fremdkörper-Einsprengungen im Arm, als er von umherfliegenden Scheibensplittern getroffen wurde. Er wurde in derselben Nacht im Krankenhaus operiert und fiel als Spieler für rund vier Wochen aus. Außerdem löste die Explosion bei einem begleitenden Motorradpolizisten ein Knalltrauma und einen Schock aus. Dadurch, dass der mittlere und damit gefährlichste der drei Sprengsätze etwas zu hoch angebracht war und deshalb über den Bus hinweg detonierte, seien schlimmere Folgen ausgeblieben.
Infolge dieser Ereignisse wurde das Fußballspiel abgesagt und auf den 12. April um 18:45 Uhr verlegt. Der Termin wurde am Tatabend vor Ort von der UEFA, dem Verein und der Dortmunder Polizei einvernehmlich angesetzt. Borussia Dortmund verlor mit 2:3. Wäre der BVB nicht angetreten, hätte die UEFA die Partie 3:0 für Monaco gewertet. Der damalige Trainer des Vereins, Thomas Tuchel, kritisierte die kurzfristige Terminierung.

## Erste Ermittlungen
Das Landeskriminalamt Nordrhein-Westfalen übernahm am Tatabend erste Ermittlungen. In der Tatnacht zog der Generalbundesanwalt den Fall an sich und beauftragte das Bundeskriminalamt mit den weiteren Ermittlungen.
In der Nähe des Anschlagsortes fand die Spurensicherung drei textgleiche, scheinbar islamistische Bekennerschreiben, in denen unter anderem der Abzug von Tornados aus Syrien und die Schließung der Ramstein Air Base gefordert wurden. Ein von den Ermittlern in Auftrag gegebenes islamwissenschaftliches Gutachten bezweifelte die Authentizität der Schreiben. Die Autoren hätten vermutlich versucht, den Eindruck zu erwecken, die Tat habe einen islamistischen Hintergrund. Ein angebliches Bekennerschreiben einer Antifa-Gruppierung wurde von Unbekannten auf dem von Linksextremisten genutzten Internetportal Indymedia veröffentlicht. Die Bundesanwaltschaft bezweifelte die Echtheit auch dieses Schreibens.
Der Generalbundesanwalt erwirkte einen Haftbefehl gegen einen im Zusammenhang mit der Tat vorläufig festgenommenen Iraker wegen mutmaßlicher Mitgliedschaft in der Terrororganisation Islamischer Staat. Für eine Tatbeteiligung des Festgenommenen fanden sich jedoch laut Ermittlungsbehörden keine Belege.
Einem österreichischen BVB-Fan und Aktienbesitzer, der zur Absicherung seiner Kursgewinne Verkaufsoptionsscheine gekauft hatte, fielen noch vor dem Anschlag ungewöhnliche Käufe dieser Papiere auf, die bei einem Kurssturz der BVB-Aktie hohe Gewinne erbracht hätten. Er vermutete einen Mitwisser und kontaktierte am Folgetag die ermittelnde Sonderkommission und den BVB direkt, informierte die ARD-Börsenredaktion und schrieb einen Beitrag im Online-Forum der Tageszeitung Der Standard. Daraufhin begannen die Ermittler am 13. April, einen Tatverdächtigen zu observieren, auch nachdem eine Geldwäscheverdachtsanzeige der Comdirect Bank die Behörden erreicht hatte.

## Festnahme eines Tatverdächtigen
Am 21. April 2017 erließ das Amtsgericht Haftbefehl gegen einen Tatverdächtigen und ordnete Untersuchungshaft an, wegen des Verdachts auf 28-fachen versuchten Mord, Herbeiführens einer Sprengstoffexplosion und der gefährlichen Körperverletzung. Bei dem Verdächtigen handelt es sich um den zum Tatzeitpunkt 28-jährigen Sergej W. aus Freudenstadt, der die deutsche und russische Staatsangehörigkeit besitzt und laut Ermittlern eine Ausbildung zum Elektroniker für Betriebstechnik gemacht hatte. Er lebte zuletzt in Rottenburg am Neckar und arbeitete als Elektriker in einem Tübinger Heizwerk. Als Motiv vermuteten die Ermittler Habgier. Seine Festnahme durch die GSG 9 am selben Tag erfolgte, nachdem bekannt geworden war, dass Sergej W. kurz nach dem Anschlag einen Flug nach Sankt Petersburg gebucht und in Russland nach einer Unterkunft gesucht hatte. Dies ließ befürchten, dass er sich absetzen wollte.
Nach Angaben der Ermittler hat der Tatverdächtige am Vormittag des Anschlagstags Verkaufsoptionsscheine auf die Aktie von Borussia Dortmund gekauft.  Er habe durch den Anschlag einen Kurssturz der BVB-Aktie erzwingen und mit den Verkaufsoptionen, deren Wert bei sinkenden Aktienkursen überproportional ansteigt, einen Gewinn erzielen wollen. Den Kauf der Derivate soll W. vom Mannschaftshotel aus abgewickelt haben. Zudem gilt als gesichert, dass W. in der Nacht vor dem Anschlag im Mannschaftshotel von Borussia Dortmund geschlafen hatte. Im Umgang mit Zündtechnik soll er sehr versiert sein.

## Prozess und Urteil
Ende August 2017 erhob die Staatsanwaltschaft Dortmund Anklage gegen Sergej W. wegen versuchten Mordes. Die Ermittler der BAO „Pott“ des Bundeskriminalamts, die zuerst im Auftrag der Bundesanwaltschaft wegen Terrorverdachts ermittelt hatten, gingen inzwischen vom Motiv Habgier aus, weshalb die Zuständigkeit ab Mitte Mai 2017 auf die örtliche Staatsanwaltschaft übergegangen war. Der Verdächtige verweigerte zunächst die Aussage. Das Verfahren vor dem Landgericht Dortmund begann am 21. Dezember 2017. Der Klage schlossen sich 16 Nebenkläger an, darunter auch BVB-Spieler. Vorerst hatte das Gericht 18 Verhandlungstage bis Ende März 2018 geplant.
Am 8. Januar 2018 gestand der Angeklagte Sergej W. die Tat, bestritt aber jede Tötungsabsicht. Er habe einen Anschlag vortäuschen wollen. Dabei habe er versucht, die Sprengvorrichtungen absichtlich so zu konzipieren, „dass keine Personenschäden zu erwarten waren“. Ein Gutachter vertrat dem entgegen die Ansicht, solche Bomben seien in ihrer Wirkung für einen Laien nicht beherrschbar. Ein Mithäftling von Sergej W. sagte Mitte Mai 2018 als Zeuge im Prozess aus, dieser habe ihm mitgeteilt, es sei ihm darum gegangen, möglichst viele Menschen zu töten.
Die Staatsanwaltschaft ging davon aus, der Täter habe schwere Verletzungen, wenn nicht sogar den Tod der Opfer in Kauf genommen. Das Gericht demgegenüber unterstellte im Urteil sogar eine Tötungsabsicht. Es verurteilte Sergej W. am 27. November 2018 wegen versuchten 28-fachen Mordes zu 14 Jahren Haft und er wurde als voll schuldfähig eingestuft. Sowohl Sergej W. als auch die Staatsanwaltschaft beantragten Revision beim Bundesgerichtshof in Karlsruhe. Am 9. Januar 2019 wurde die Revision seitens Sergej W. zurückgezogen.

## Reaktionen auf Verurteilung
Anhänger des Dortmunder Erzrivalen FC Schalke 04 reagierten auf die Verurteilung von Sergej W. in den darauffolgenden Aufeinandertreffen mit zwei spöttischen Schmähplakaten: „Tod dem BVB! Freiheit für Sergej W.!“ (8. Dezember 2018) und „Immer noch ’ne Bombenidee: Freiheit für Sergej W.“ (27. April 2019). Der zu diesem Zeitpunkt bereits in Spanien spielende Ex-BVB-Spieler Marc Bartra, der bei dem Anschlag schwer verletzt worden war, zeigte sich bestürzt.

## Dokumentation
Im Jahr 2023 veröffentlichte der Fernsehsender Sky Deutschland auf seinen Kanälen eine ausführliche Film-Dokumentation über den Anschlag, in der verschiedene Beteiligte (Spieler, Polizisten usw.) zu Wort kommen.
Der Podcast Inside Austria, eine Koproduktion von Spiegel und Standard geht in der Folge vom 22. April 2023 (#Weblinks) auf den Anschlag ein.